# Rufino Foz
Rufino Foz del Cacho (Alcañiz, 22 de diciembre de 1939 - Alcañiz, 30 de junio de 2011) fue un político español.
Empleado en una mutua, durante los primeros años de la transición democrática fue militante del Partido Socialista de Aragón (PSA), formación nacida en 1976 y que desapareció en 1983. Después fue senador del Partido Socialista Obrero Español (PSOE) por la circunscripción de Teruel desde la II a la V legislatura (1982-1996) y concejal del ayuntamiento de Alcañiz entre (1983-1987) y (1991-2003), siendo candidato a la alcaldía en las elecciones de 1991.
La Federación Aragonesa de Montañismo le otorgó el premio al Mejor Deportista Masculino Aragonés en el año 2007.